# ستيف ستايسي
ستيف ستايسي (بالإنجليزية: Steve Stacey)‏ (27 أغسطس 1944 ببرستل في المملكة المتحدة - ) هو لاعب كرة قدم بريطاني في مركز الوسط. لعب مع إيبسويتش تاون وتشارلتون أثلتيك ونادي إكزتر سيتي ونادي بريستول سيتي ونادي ريكسهام ونادي تشستر سيتي ونادي باث سيتي وFloreat Athena FC ‏ وRockingham City FC ‏.

## وصلات خارجية
- ستيف ستايسي على موقع قاعدة بيانات كرة القدم.إي يو (الإنجليزية)